# Ek tara

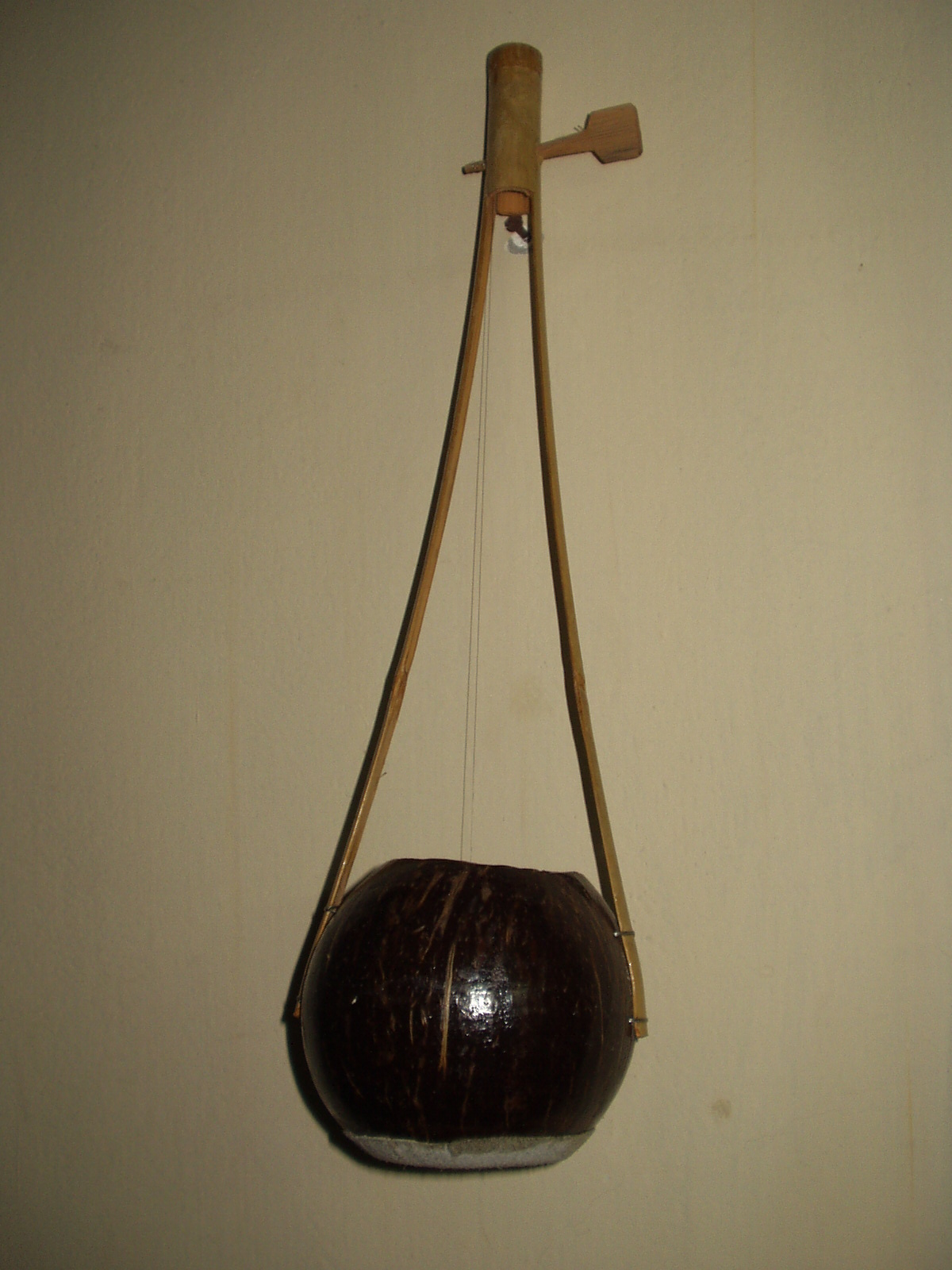
Ektara.

El ektara es uno de los instrumentos de cuerda pulsada más simples que existen. Se utiliza sólo como acompañamiento, brindando apoyo detrás de una melodía. Ek tara significa literalmente una cuerda, la cual corre a lo largo de una caña de bambú que está a su vez fija a una calabaza, generalmente proveniente de una Lagenaria siceraria.